# ウム・ヴェルト
ウム・ヴェルト株式会社は、廃棄物処理を専門に行う埼玉県の企業。

## 概要
本社は埼玉県加須市。社名のウムヴェルトとはドイツ語で「環境」という意味。廃棄物全般を扱い、食品リサイクルや、有価物となる廃棄物の買取も行っている。子会社に蛍光灯リサイクルを専門に扱うウム・ヴェルト・ジャパンがある。

## 沿革
- 1992年9月 - 株式会社ウエストリバー北関東として群馬県邑楽郡板倉町でカン・ビンのリサイクル事業開始。
- 1998年
  - 3月 - 産業廃棄物全般に業務を拡大するためウム・ヴェルト株式会社設立。
  - 7月 - 埼玉県杉戸町に杉戸営業所を開設。
- 1999年3月 - 埼玉県久喜市に久喜営業所を開設。
- 2000年8月 - 産業廃棄物処分業（破砕）許可取得。久喜リサイクルセンターが操業開始。
- 2001年10月 - 株式会社ウム・ヴェルト・ジャパンを設立。廃蛍光管リサイクル事業を開始。
- 2002年4月 - 群馬県邑楽郡邑楽町に北関東支店を開設。邑楽町の一般廃棄物回収を始める。
- 2003年1月 - 蛍光管リサイクル推進、産学官共同研究のため、IOC本庄早稲田入居。
- 2004年
  - 1月 - 産業廃棄物処分業（蛍光管処理）許可取得。
  - 9月 ‐ IOC本庄早稲田から退去。
- 2006年
  - 2月 - 板倉本社、久喜リサイクルセンター、ウム・ヴェルト・ジャパン久喜工場においてISO14001認証取得。
  - 6月 - ウム・ヴェルト・ジャパン寄居工場が操業開始（ウム・ヴェルト・ジャパン資本金3000万円となる）。
- 2008年3月 - 株式会社ウム・ヴェルト・ジャパンが資本金を9800万円に増資。
- 2009年
  - 5月 - 埼玉県より、ウム・ヴェルトが「産業廃棄物関係環境衛生功労者」として表彰。
  - 9月 - 埼玉県加須市（旧・北川辺町）に加須本社を開設。

## 営業内容
- 産業廃棄物中間処分業、産業廃棄物収集運搬業。
- 一般廃棄物収集運搬業、特別管理産業廃棄物収集運搬業。
- 古物商許可、フロン回収業務、家電リサイクル物回収業務。
- 蛍光管及び廃棄物関連商品の販売。
- 情報技術サービス